# Nyctophila confusa
Nyctophila confusa là một loài bọ cánh cứng trong họ Đom đóm (Lampyridae). Loài này được Geisthardt miêu tả khoa học năm 1982.